# Puig d'en Bastons
El Puig d'en Bastons és una muntanya de 47 metres que es troba al municipi de Verges, a la comarca catalana del Baix Empordà.